# Andreas Johann Muck
Andreas Johann Muck (* 14. Mai 1851 in Egerland; † 15. Januar 1925 in Ödenburg, Ungarn) war ein böhmisch-ungarischer Forstwissenschaftler.
Muck besuchte das Gymnasium in Eger und anschließend die Höhere Forstlehranstalt in Weißwasser. Er war danach als Forstgeometer bei der Herrschaft Kleinwerscheditz bei Buchau angestellt. Im Jahr 1874 wurde er als Forstadjunkt nach Ödenburg berufen und dort aufgrund seiner Tüchtigkeit zum Forstverwalter ernannt. Dies blieb er bis zu seinem Tod. Er legte in Ödenburg erstmals Waldwege an und engagierte sich für die Schönheit der Stadt und ihrer Umgebung. Im Jahr 1906 wurde die nach ihm benannte Muckwarte in Ödenburg eröffnet. Nach seinem Tod wurde zudem ein Denkmal eingeweiht, auf dem er als Verschönerer der Stadt Ödenburg geehrt wird. Sein Sohn Andor Muck war ebenfalls Forstwissenschaftler.